# Paulhac-en-Margeride
Paulhac-en-Margeride  (okcitán nyelven Polhac) község Franciaország déli részén, Lozère megyében. 2011-ben 104 lakosa volt. A megye (és egyben Languedoc-Roussillon régió) legészakibb fekvésű községe.

## Fekvése
Paulhac-en-Margeride a  Margeride-hegység gerincén fekszik,  1168 méteres  (a községterület 1056-1497 méteres) tengerszint feletti magasságban, Le Malzieu-Ville-től 13 km-re északkeletre, Lozère, Cantal és Haute-Loire megyék határán a Dège patak völgyében. A község északi határán magasodik a Mouchet-hegy (1497 m), a Margeride legmagasabb csúcsa. A község területének 35%-át (548 hektár) borítja erdő (nagyrészt fenyves).
Nyugatról Clavières, Julianges és Saint-Privat-du-Fau, északról Auvers, keletről La Besseyre-Saint-Mary és Saugues, délről Le Malzieu-Forain községek határolják.
A községhez tartoznak Brossous, Dièges és Vachellerie szórványtelepülések.  Le Malzieu Ville-lel (12 km) és Saugues-al (17,5 km) a D989/D589-es, Auvers-al (9 km) a D23/D41-es; Ruynes-nel (19 km) pedig a D123/D4-es megyei út köti össze (az utak számozása a megyehatár átlépése után megváltozik).

## Története
A falu a történelmi Gévaudan tartományban fekszik. A 11. században említik először, mint a Mercoeur-báróság részét. 1928-ban hivatalos neve Paulhacról Paulhac-en-Margeride-re változott. A második világháború alatt a Mont Mouchet-n több ezer ellenálló táborozott, a náci megszállók ennek megtorlásaként 1944 júniusában az egész falut felégették (a templomon kívül egyetlen lakóház maradt épen). A község fő gazdasági ágazata a szarvasmarhatartás, a korábban jelentős burgonyatermesztés háttérbe szorult. Címerét, mely a gévaudani fenevadat ábrázolja, 2001-ben fogadták el, tervezője Jean-Claude Molinier.

### Demográfia
| Év   | Lakosság |
| ---- | -------- |
| 1793 | 320      |
| 1851 | 302      |
| 1876 | 325      |
| 1901 | 338      |
| 1936 | 241      |

| Év   | Lakosság |
| ---- | -------- |
| 1946 | 200      |
| 1954 | 217      |
| 1962 | 211      |
| 1968 | 192      |

| Év   | Lakosság |
| ---- | -------- |
| 1975 | 178      |
| 1982 | 154      |
| 1990 | 127      |
| 1999 | 120      |
| 2010 | 105      |

## Nevezetességei
- Temploma a 12. században épült román és gótikus stílusban
- A Notre-Dame-de-Beaulieu kápolna Szűz-Mária-szobra révén zarándoklatok célpontja.
- A helyi ellenállás (maquis) vezetőjének, Alfred Coutarelnek emlékoszlopot állítottak.
- Számos útmenti gránitkereszt található a község területén (Dièges-ben 19. századi, Vachellerie-ben 1774-ből származó keresztek, valamint Croix de Fau-nál a Margeride hágójánál).
- Vachellerie-ben három 19. századi tanyaépület maradt fenn. Ez a településrész az egyetlen, mely megmenekült a megszállók bosszújától.

## Kapcsolódó szócikk
- Lozère megye községei